# 4-й танковый корпус
4-й танковый Сталинградский корпус — тактическое соединение Рабоче-крестьянской Красной армии в годы Великой Отечественной войны.
Сокращённое наименование — 4 тк.

## История
4-й танковый корпус был сформирован в Воронеже в апреле 1942 года на основании директивы НКО № 724218сс от 31 марта 1942 года.
Летом корпус был передислоцирован южнее.
В 1942  году принимал участие в операции «Уран» в составе 21-й армии РККА.
Приказом НКО СССР № 57 от 7 февраля 1943 года 4-й танковый корпус преобразован в 5-й гвардейский танковый корпус за образцовое выполнение боевых задач, стойкость, мужество, высокую дисциплину и героизм личного состава, проявленные в Сталинградской битве.

## Награды корпуса
- «Сталинградский» — почётное наименование присвоено приказом Народного комиссара обороны СССР № 42 от 27 января 1943 года «за отличие в боях за Отчество с немецкими захватчиками»[1].

### В составе действующей армии
- с 21 апреля по 21 декабря 1942 года;
- с 15 января по 7 февраля 1943 года

## Командование корпуса

### Командиры корпуса
- генерал-лейтенант танковых войск Мишулин, Василий Александрович (с 31 марта по 18 сентября 1942 года);
- генерал-майор танковых войск Кравченко, Андрей Григорьевич (с 18 сентября 1942 по 7 февраля 1943 года)

### Военные комиссары корпуса
С конца 1942 года — заместитель командира корпуса по политической части:
- бригадный комиссар Синицын Александр Петрович (с 1 апреля по 17 сентября 1942 года);
- полковой комиссар, полковник Плотников Иван Николаевич (с 17 сентября 1942 по 7 февраля 1943).

### Начальник штаба корпуса
- полковник, генерал-майор танковых войск Бахметьев, Дмитрий Дмитриевич (с 31 марта 1942 года)

### Начальник оперативного отдела
- подполковник П. П. Суворов

## Состав корпуса
- управление корпуса (штат № 010/369)
- 45-я танковая бригада
- 47-я танковая бригада (до декабря 1942 года)
- 69-я танковая бригада (с ноября 1942 года)
- 102-я танковая бригада
- 4-я мотострелковая бригада
- 4-я отдельная автотранспортная рота подвоза ГСМ, с 05.08.1942
- 86-я полевая танкоремонтная база, с 26.05.1942
- 103-я полевая авторемонтная база, 07.06.1942
- 2102-я военно-почтовая станция, с 07.08.1942

## Подчинение[2]
| Дата            | Фронт (округ)             | Армия                 |
| --------------- | ------------------------- | --------------------- |
| 01.04.1942 года | Московский военный округ  |                       |
| 01.05.1942 года | Брянский фронт            |                       |
| 01.08.1942 года | Воронежский фронт         | 6-я армия             |
| 01.09.1942 года | Сталинградский фронт      | 1-я гвардейская армия |
| 01.10.1942 года | Донской фронт             | 1-я гвардейская армия |
| 01.11.1942 года | Юго-Западный фронт        |                       |
| 01.12.1942 года | Донской фронт             | 21-я армия            |
| 01.01.1943 года | Приволжский военный округ |                       |
| 01.02.1943 года | Воронежский фронт         |                       |

## Герои Советского Союза
- Клименко, Иван Иванович, лейтенант, командир танковой роты 152-го танкового батальона 69-й танковой бригады.
- Лебедев, Николай Александрович, старший лейтенант, адъютант старший 152-го танкового батальона 69-й танковой бригады.
- Овчаренко, Кузьма Иванович, полковник, командир 69-й танковой бригады.
- Прованов, Григорий Васильевич, подполковник, командир 69-й танковой бригады.